# Малые Собары
Ма́лые Соба́ры (чув. Пӗчӗк Супар) — деревня в Красноармейском муниципальном округе Чувашской Республики.

## Географическое положение
Деревня расположена к востоку от реки Большой Цивиль, в 10 километрах к юго-востоку от села Красноармейское и в 64 километрах от столицы Чувашской республики — Чебоксар. Добраться до Малых Собар можно: с пригородного вокзала Чебоксар на автобусах, и на частных маршрутках, а также с железнодорожного вокзала на ежедневном межгородском поезде «Чебоксары-Канаш», станция Траки.

## Население
| 2010 | 2012 |
| ---- | ---- |
| 52   | ↗57  |